# コラソンビート
コラソンビート（欧字名:Corazon Beat、2021年2月26日 - ）は、日本の競走馬。主な勝ち鞍に2023年の京王杯2歳ステークス。
馬名の意味は、「心（西: corazón）＋鼓動。心の音」。

## 経歴

### 2歳（2023年）
6月4日東京芝1600mの2歳新馬戦でデビュー。道中中団追走から直線で鋭く脚を伸ばすもボンドガールの3着に終わる。6月25日東京芝1600mの2歳未勝利戦では好スタートからハナを奪うと、直線でも脚色は衰えることなく後続に3馬身差をつけ2戦目で初勝利を挙げる。8月6日のダリア賞では5・6番手追走から直線で外から脚を伸ばして先頭に躍り出ると最後はアトロルーベンスに1馬身半差をつけて2連勝とした。11月4日の京王杯2歳ステークスでは道中中団の外から末脚を繰り出すと、最後は先に抜け出したオーキッドロマンスを差し切って重賞初制覇を果たすとともに父スワーヴリチャードの産駒及び管理する加藤士津八調教師にとっては初の重賞制覇ともなった。牝馬の優勝は1998年ウメノファイバー以来25年ぶりで走破タイム1分20秒6は東京芝1400m2歳コースレコードを更新した。

## 競走成績
以下の内容は、JBISサーチおよびnetkeiba.comに基づく。
| 競走日     | 競馬場     | 競走名             | 格   | 距離（馬場）  | 頭 数 | 枠 番 | 馬 番 | オッズ （人気） | 着順 | タイム （上り3F） | 着差 | 騎手      | 斤量 [kg] | 1着馬（2着馬）         | 馬体重 [kg] |
| ---------- | ---------- | ------------------ | ---- | ------------- | ----- | ----- | ----- | --------------- | ---- | ----------------- | ---- | --------- | --------- | ---------------------- | ----------- |
| 2023.06.04 | 東京       | 2歳新馬            |      | 芝1600m（稍） | 11    | 7     | 9     | 013.60（4人）   | 03着 | R1:35.2（33.3）   | -0.6 | 0横山武史 | 55        | ボンドガール           | 430         |
| 0000.06.25 | 東京       | 2歳未勝利          |      | 芝1600m（良） | 6     | 2     | 2     | 001.70（1人）   | 01着 | R1:34.6（35.9）   | -0.5 | 0戸崎圭太 | 55        | （グラビティブラスト） | 434         |
| 0000.08.06 | 新潟       | ダリア賞           | OP   | 芝1400m（良） | 8     | 8     | 8     | 001.90（1人）   | 01着 | R1:21.2（34.0）   | -0.2 | 0戸崎圭太 | 55        | （アトロルーベンス）   | 434         |
| 0000.11.04 | 東京       | 京王杯2歳S         | GII  | 芝1400m（良） | 12    | 6     | 7     | 003.20（1人）   | 01着 | R1:20.6（33.2）   | -0.1 | 0横山武史 | 55        | （ロジリオン）         | 442         |
| 0000.12.10 | 阪神       | 阪神JF             | GI   | 芝1600m（良） | 18    | 5     | 10    | 004.80（2人）   | 03着 | R1:32.8（34.1）   | -0.2 | 0横山武史 | 55        | アスコリピチェーノ     | 438         |
| 2024.03.10 | 阪神       | フィリーズR        | GII  | 芝1400m（良） | 14    | 1     | 1     | 001.80（1人）   | 02着 | R1:20.2（34.9）   | -0.1 | 0横山武史 | 55        | エトヴプレ             | 442         |
| 0000.04.07 | 阪神       | 桜花賞             | GI   | 芝1600m（良） | 18    | 4     | 8     | 007.70（5人）   | 16着 | 01:33.6（35.0）   | -1.4 | 0横山武史 | 55        | ステレンボッシュ       | 454         |
| 0000.09.08 | 中山       | 京成杯AH           | GIII | 芝1600m（良） | 16    | 8     | 16    | 019.00（7人）   | 15着 | 01:32.6（34.8）   | -1.8 | 0丹内祐次 | 54        | アスコリピチェーノ     | 460         |
| 0000.11.02 | ローズヒル | ゴールデンイーグル |      | 芝1600m（稍） | 20    |       | 20    | （16人）        | 20着 | R1:31.5           | -3.6 | 0T.ベリー | 54.5      | Lake Forest            | 計不        |
| 2025.02.09 | 東京       | 東京新聞杯         | GIII | 芝1600m（良） | 16    | 3     | 5     | 102.1（13人）   | 12着 | R1:33.5（34.1）   | -0.9 | 0津村明秀 | 55        | ウォーターリヒト       | 464         |
| 0000.03.23 | 中京       | 愛知杯             | GIII | 芝1400m（良） | 18    | 3     | 5     | 018.70（9人）   | 10着 | 01:21.2（35.6）   | -1.0 | 0丹内祐次 | 55        | ワイドラトゥール       | 460         |
| 0000.06.01 | 京都       | 安土城S            | L    | 芝1400m（良） | 16    | 5     | 9     | 029.2（11人）   | 14着 | R1:21.2（34.5）   | -0.9 | 0松若風馬 | 55        | ラケマーダ             | 460         |
| 0000.07.12 | 福島       | 安達太良S          | OP   | 芝1200m（良） | 14    | 7     | 11    | 010.20（5人）   | 03着 | R1:09.6（35.0）   | -0.1 | 0津村明秀 | 56        | カルロヴェローチェ     | 452         |
| 0000.08.03 | 新潟       | アイビスSD         | GIII | 芝1000m（良） | 18    | 4     | 8     | 010.10（5人）   | 16着 | R0:55.1（32.8）   | -1.4 | 0津村明秀 | 55        | ピューロマジック       | 454         |

- タイム欄のRはレコード勝ちを示す
- 競走成績は2025年8月3日現在

## 血統表
| コラソンビートの血統            | コラソンビートの血統             | コラソンビートの血統             | （血統表の出典）                 | （血統表の出典）    |
| 父系                            | サンデーサイレンス系             | サンデーサイレンス系             | サンデーサイレンス系             |                     |
| 父 スワーヴリチャード 2014 栗毛 | 父の父ハーツクライ 2001 鹿毛     | *サンデーサイレンス              | Halo                             | Halo                |
| 父 スワーヴリチャード 2014 栗毛 | 父の父ハーツクライ 2001 鹿毛     | *サンデーサイレンス              | Wishing Well                     |                     |
| 父 スワーヴリチャード 2014 栗毛 | 父の父ハーツクライ 2001 鹿毛     | アイリッシュダンス               | *トニービン                      | *トニービン         |
| 父 スワーヴリチャード 2014 栗毛 | 父の父ハーツクライ 2001 鹿毛     | アイリッシュダンス               | *ビューパーダンス                |                     |
| 父 スワーヴリチャード 2014 栗毛 | 父の母*ピラミマ 2005 黒鹿毛      | Unbridled's Song                 | Unbridled                        | Unbridled           |
| 父 スワーヴリチャード 2014 栗毛 | 父の母*ピラミマ 2005 黒鹿毛      | Unbridled's Song                 | Trolley Song                     |                     |
| 父 スワーヴリチャード 2014 栗毛 | 父の母*ピラミマ 2005 黒鹿毛      | *キャリアコレクション            | General Meeting                  | General Meeting     |
| 父 スワーヴリチャード 2014 栗毛 | 父の母*ピラミマ 2005 黒鹿毛      | *キャリアコレクション            | River of Stars                   |                     |
| 母 *ルシェルドール 2016 栗毛    | 母の父オルフェーヴル 2008 鹿毛   | ステイゴールド                   | *サンデーサイレンス              | *サンデーサイレンス |
| 母 *ルシェルドール 2016 栗毛    | 母の父オルフェーヴル 2008 鹿毛   | ステイゴールド                   | ゴールデンサッシュ               |                     |
| 母 *ルシェルドール 2016 栗毛    | 母の父オルフェーヴル 2008 鹿毛   | オリエンタルアート               | メジロマックイーン               | メジロマックイーン  |
| 母 *ルシェルドール 2016 栗毛    | 母の父オルフェーヴル 2008 鹿毛   | オリエンタルアート               | エレクトロアート                 |                     |
| 母 *ルシェルドール 2016 栗毛    | 母の母マイネヒメル 2009 栗毛     | ロージズインメイ                 | Devil His Due                    | Devil His Due       |
| 母 *ルシェルドール 2016 栗毛    | 母の母マイネヒメル 2009 栗毛     | ロージズインメイ                 | Tell a Secret                    |                     |
| 母 *ルシェルドール 2016 栗毛    | 母の母マイネヒメル 2009 栗毛     | コスモチェーロ                   | Fusaichi Pegasus                 | Fusaichi Pegasus    |
| 母 *ルシェルドール 2016 栗毛    | 母の母マイネヒメル 2009 栗毛     | コスモチェーロ                   | Shorwon                          |                     |
| 母系(F-No.)                     | (FN:14-e)                        | (FN:14-e)                        | (FN:14-e)                        | [ § 2 ]             |
| 5代内の近親交配                 | サンデーサイレンス 3×4 = 18.75％ | サンデーサイレンス 3×4 = 18.75％ | サンデーサイレンス 3×4 = 18.75％ | [ § 3 ]             |
| 出典                            | 1. 2. 3.                         | 1. 2. 3.                         | 1. 2. 3.                         | 1. 2. 3.            |

- 母ルシェルドールの半妹にコガネノソラ（2024年クイーンステークス）がいる。
- 祖母マイネヒメルのきょうだいにウインマーレライ（2014年ラジオNIKKEI賞）とウインマリリン（2022年香港ヴァーズなど重賞4勝）がいる。